# Gliese 3634 b
Gliese 3634 b (também conhecido como GJ 3634 b) é uma superterra localizada na órbita da estrela anã vermelha Gliese 3634 a aproximadamente 64,5 anos-luz da Terra na constelação de Hydra. O planeta é aproximadamente oito vezes a massa da Terra, e orbita a estrela a cada dois dias e meio a uma distância de 0,0287 UA. O planeta foi o primeiro a ser descoberto por um grupo de astrônomos em busca de exoplanetas localizados na órbita de estrelas de baixa massa apos a equipe reorganizar sua estratégia, escolhendo procurar por alvos que eles poderiam confirmar usando o método de trânsito. Entretanto, nenhum evento de trânsito associado a Gliese 3634 foi detectado. A descoberta do planeta foi publicada no periódico Astronomy and Astrophysics em 8 de fevereiro de 2011.